# リンジー・バッキンガム
リンジー・バッキンガム（Lindsey Buckingham、1949年10月3日 - ）は、アメリカ合衆国出身のシンガーソングライター、ギタリスト、音楽プロデューサー。アメリカでの発音はバッキンハムである
ロックバンド「フリートウッド・マック」のギタリストとして知られ、ソロ・アーティストとしても精力的に活動している。
1998年、マック名義で『ロックの殿堂』入り。ローリング・ストーン誌選出「歴史上最も偉大な100人のギタリスト」第100位。

## 経歴
1947年10月3日、米サンフランシスコ近郊のパロ・アルト生まれ。
7歳からギターを始め、やがて、サイケデリック・バンド「フリッツ」に参加。

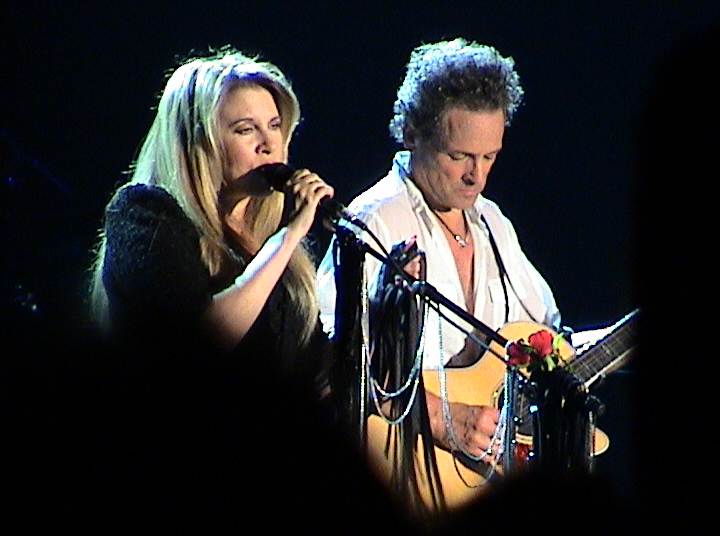
長年ペアを組んだスティーヴィー・ニックスと（2004年）

バンド解散後、1967年に加入した同じ高校出身のスティーヴィー・ニックスとデュオ「バッキンガム・ニックス」を結成。1973年には同名のアルバムをリリースするが余り注目を浴びなかった。
しかし、2枚目のアルバムを録音中にイギリス出身の人気バンド「フリートウッド・マック」のリーダー、ミック・フリートウッドと出会い、1974年12月にバンドを離れたボブ・ウェルチの後継として1975年1月、ニックスと共にバンドへ加入。
その後、音楽面のリーダーとして『ファンタスティック・マック』『噂』『牙 (タスク)』『ミラージュ』等、名作アルバムの制作を支え、ライブ・ツアーにおいても重要な役割を果たす。特に『噂』は、ビルボードにおいて全米アルバム・チャート31週連続でトップを維持し、リンジーも一躍時の人となった。
そんなバンド活動と並行しながら1981年にヒット曲「トラブル」を含む『ロー・アンド・オーダー』、1984年には実験的な『ゴー・インセイン』と2枚のソロ・アルバムを発表。
またこの間、ブライアン・ウィルソン、ランディ・ニューマン、ウォーレン・ジヴォン、ボブ・ウェルチ、ドリーム・アカデミーらとのセッションやプロデュースなどの活動も行っている。1985年には豪華な顔ぶれと共にUSAフォー・アフリカに参加し、「ウィ・アー・ザ・ワールド」のコーラスを担当。
1987年、アルバム『タンゴ・イン・ザ・ナイト』リリースと同時に、突如マックを脱退。1992年ソロとして隠れた名盤『アウト・オブ・ザ・クレイドル』を発表するも、長く表舞台に登場しない状態が続く。
1996年、フリートウッド・マックは突如、絶頂期のメンバーで再結成ライブを行い、リンジーも復帰し更に鋭さが増したプレイでファンを魅了。1997年、ライブ・アルバム『ザ・ダンス』として発表する。そして、既に制作していたリンジーのソロ・アルバムを下敷きに、2003年にマックとして新作アルバム『セイ・ユー・ウィル』をリリース。
2006年10月、57回目の誕生日にソロ・アルバム『アンダー・ザ・スキン』を発表。ライブ活動を積極的に行う中、2008年9月に『Gift of Screws』、2011年9月には『シーズ・ウィー・ソウ』と、ソロ・アルバムを続けて発表している。
2017年4月には、クリスティン・マクヴィーとのデュオ名義でアルバム『リンジー・バッキンガム クリスティン・マクヴィー』を発表。
2018年、フリートウッド・マックのスケジュールの相違でバンド側と折り合いがつかず、同4月に脱退の発表。本人は1月に解雇されたと説明した。同10月、不当解雇を理由に訴訟を起こしたが、その後バンド側と和解する。
2019年初頭、以前から患っていた心臓疾患が悪化し手術を受けるが、その際に声帯の損傷も併発してしまう。完治するまでの療養期間、今後の活動を休止する。

## 家族
写真家のクリスティン・メスナーと結婚、3人の子供がいる。兄は1968年メキシコオリンピックの水泳200m個人メドレーの銀メダリストで、スタンフォード大学出身のグレッグ・バッキンガム。

## ディスコグラフィ

### スタジオ・アルバム
- 『バッキンガム・ニックス』 - Buckingham Nicks (1973年) ※バッキンガムとパートナーであるスティーヴィー・ニックスのデュオをフィーチャーしたデビュー・アルバム。彼らがフリートウッド・マックに参加したのは、このアルバムが商業的に失敗し、ポリドール・レーベルが契約を解消し、続くアルバムの楽曲のストックを持っていたためである。
- 『ロー・アンド・オーダー』 - Law and Order (1981年)
- 『ゴー・インセイン』 - Go Insane (1984年)
- 『アウト・オブ・ザ・クレイドル』 - Out of the Cradle (1992年)
- 『アンダー・ザ・スキン』 - Under the Skin (2006年)
- Gift of Screws (2008年)
- 『シーズ・ウィ・ソウ』 - Seeds We Sow (2011年)
- 『リンジー・バッキンガム クリスティン・マクヴィー』 - Lindsey Buckingham Christine McVie (2017年) ※クリスティン・マクヴィーとのデュオ

### ライブ・アルバム
- Live at the Bass Performance Hall (2008年)
- Songs from the Small Machine: Live in L.A at Saban Theatre in Beverly Hills, CA / 2011 (2011年)
- One Man Show (2012年)

### コンピレーション・アルバム
- Words and Music [A Retrospective] (1992年)
- Solo Anthology: The Best of Lindsey Buckingham (2018年)

### シングル
- 「トラブル」 - "Trouble" (1981年)
- "It Was I" (1981年)
- 「ホリデイ・ロード」 - "Holiday Road" (1983年)
- 「ゴー・インセイン」 - "Go Insane" (1984年)
- "Slow Dancing" (1984年)
- "Wrong" (1992年)
- "Countdown" (1992年)
- "Soul Drifter" (1992年)
- "Don't Look Down" (1993年)
- "Show You How" (2006年)
- "Did You Miss Me" (2008年)
- "Gift of Screws EP" (2008年)
- "Holiday Road" (Live) (2011年)
- "Seeds We Sow" (2011年)
- "In Our Own Time" (2011年)
- "When She Comes Down" (2011年)
- "The End Of Time" (2011年)
- "Holiday Road" (2015年)

### サウンドトラック提供
- "Holiday Road"、"Dancing Across the USA" -『ホリデーロード4000キロ』 (1983年)
- "Time Bomb Town" -『バック・トゥ・ザ・フューチャー』 (1985年)
- "Trouble" -『彼女はハイスクール・ボーイ』 (1985年)
- "On the Wrong Side" -『きっと忘れない』 (1994年)
- "Twisted" -『ツイスター (映画)』 (1996年)
- "Shut Us Down"、"Big Love" -『エリザベスタウン』 (2005年)
- "Sick of You"、"Brother and Sister"、"She Acts Like You" -『40歳からの家族ケーカク』 (2012年)
- "Holiday Road" -『お!バカんす家族』 (2015年)

### フリートウッド・マック
- 『ファンタスティック・マック』 - Fleetwood Mac (1975年)
- 『噂』 - Rumours (1977年)
- 『牙』 - Tusk (1979年)
- 『フリートウッド・マック・ライヴ』 - Live (1980年) ※ライブ
- 『ミラージュ』 - Mirage (1982年)
- 『タンゴ・イン・ザ・ナイト』 - Tango in the Night (1987年)
- 『25イヤーズ・ザ・チェイン』 - 25 Years – The Chain (1992年) ※コンピレーション
- 『ザ・ダンス』 - The Dance (1997年) ※ライブ
- 『セイ・ユー・ウィル』 - Say You Will (2003年)